# Липперт, Юлиус (политик)
Юлиус Липперт (нем. Julius Lippert) — государственный и политический деятель Третьего рейха. С 1 апреля 1937 года по июль 1940 года занимал должность обер-бургомистра Берлина.

## Биография
Родился 9 июля 1895 года в городе Базель, Швейцария. С 1914 по 1918 год принимал участие в Первой мировой войне в составе германских вооружённых сил. С 1918 по 1922 год проходил обучение в Берлинском университете имени Гумбольдта. Затем вступил в ряды Чёрного рейхсвера. С 1923 по 1927 год работал журналистом в издании Deutsche Tageblatt. В апреле 1927 года присоединился к НСДАП и был назначен Йозефом Геббельсом главным редактором газеты Der Angriff. С 1933 года стал главным редактором ежедневной газеты Германского трудового фронта. В сентябре 1933 года присоединился к Штурмовым отрядам.
1 апреля 1937 года Юлиус Липперт был назначен обер-бургомистром Берлина, эту должность он занимал до июле 1940 года. В 1941 году Юлиус Липперт был переведен в Пропагандистские роты вермахта в Белграде. С мая 1943 по август 1944 года был назначен главой бельгийского города Арлон. После окончания Второй мировой войны Липперт предстал перед судом по обвинениям в совершении военных преступлений. Суд приговорил его к семи годам принудительного труда. Скончался 30 июня 1956 года в Бад-Швальбахе.